# The Seekers
Pour les articles homonymes, voir The Seeker.
The Seekers est un groupe de musique australien aux influences folk, constitué en 1962 à Melbourne, en Australie. Il fut le premier groupe australien de musique populaire à parvenir au hit-parade et à atteindre le classement des ventes au Royaume-Uni et aux États-Unis. 
En 1964, ce groupe semi-amateur, alors inconnu, décrocha, grâce aux contacts d'Athol Guy dans le milieu publicitaire, un contrat pour l'animation des soirées à bord du MV Fairsky, un paquebot de la compagnie anglo-italienne SITMAR Lines assurant une ligne régulière entre l'Australie et la Grande-Bretagne (à cette époque, le transport aérien était réservé aux privilégiés, et le voyage via Suez par bateau durait plusieurs semaines). Le Fairsky opérait selon un contrat subventionné par le gouvernement britannique pour assurer l'émigration vers le dominion australien, un régime qui dura jusqu'au début des années 1970.
Ils auraient dû renter en Australie par le voyage retour, mais se virent proposer un contrat pour jouer sur les scènes de music-halls londoniens par un imprésario nommé Lewis Winogradski (plus connu sous le nom de Lew Grade), qui fut également à l'origine de nombreuses productions à succès pour la chaîne de télévision britannique privée ITV, en particulier la série Le Prisonnier.

## Histoire
Leur configuration la plus célèbre est :
- Judith Durham : chanteuse, tambourin
- Athol Guy : contrebasse, chant
- Keith Potger : guitare à douze cordes, banjo, chant
- Bruce Woodley : guitare, mandoline, banjo, chant

Ils firent neuf tournées en Grande-Bretagne et en Australie dans les années 1960, et chantèrent : 
- I'll Never Find Another You (n° 1 au hit-parade britannique de février 1965)
- A World of Our Own
- The Carnival Is Over (interprétée lors de diverses cérémonies de clôture en Australie, notamment lors de l'Expo de 1988 et des Jeux paralympiques de 2000), reprise par Nick Cave mais surtout inspirée d'un chant populaire russe, Stenka Razin
- Someday One Day
- Walk With Me
- Morningtown Ride
- Georgy Girl (la chanson-titre du film du même nom)
- When Will the Good Apples Fall
- Emerald City

Outre leurs créations contemporaines, ce groupe de folk-music s'est intéressé aux shanties (les chants de marins anglosaxons), comme le très célèbre Blow the man down dont il existe de nombreuses versions (on peut comparer la version chantée par les Seekers  à celle, tout aussi célèbre, interprétée par le fameux folk-singer américain Woody Guthrie ).
Le groupe The Seekers se sépare en 1968, mais retrouve en 1992 sa configuration initiale aux succès internationaux,. S'ensuivent trois tournées en 1993 : l'Australie d'abord, puis la Nouvelle-Zélande et le Royaume-Uni. Leur retour sur scène ensemble, célébré sous l'angle d'un vingt-cinquième anniversaire, revêt le vocable officiel de « Jubilé d'Argent ». Aussi, The Seekers se produisent-ils plus de cent fois lors de cet événement-phare. Ils ajoutent de nouvelles chansons issues de leurs propres compositions à leur répertoire légendaire et discographie. Ainsi One World Love, de Judith Durham (coécrite en partenariat extérieur, avec John Young), You're My Spirit, d'Athol Guy et Keith Potger, de même que Keep A Dream In Your Pocket et Time And Again de Bruce Woodley, sont-elles enregistrées pour ponctuer leurs retrouvailles, précisément.
Cette volonté d'inscrire leurs inventions personnelles de chansons se poursuit sur le CD Future Road de 1997. It's Hard To Leave de Durham, Guardian Angel / Guiding Light de Potger, ou encore The Bush Girl de Woodley (sur un poème de Henry Lawson) y trouvent une place de marque.
La chanson I Am Australian de Bruce Woodley et Dobe Newton, enregistrée par The Seekers et la chanteuse Judith Durham avec Russell Hitchcock et Mandawuy Yunupingu, est devenue l'hymne officieux australien.
The Seekers enregistrèrent la chanson Massachusetts des Bee Gees pour leur CD de 2003 « The Ultimate Collection ». Massachusetts avait été écrite par The Bee Gees au milieu des années 1960 en pensant aux Seekers, ce avec l'intention de la leur proposer ensuite.
En 2013, The Seekers sillonnèrent l'Australie et la Tasmanie dans le cadre de leur tournée officielle du « Jubilé d'Or », avant de parcourir le Royaume-Uni au printemps 2014. Le Royal Albert Hall de Londres fut l'ultime étape de la série de concerts couronnant leur cinquante ans de carrière.
En raison de leur contribution artistique d'excellence, Durham, Woodley, Potger et Guy sont récipiendaires du titre d'Officier dans l'Ordre d'Australie (AO) depuis le 9 juin 2014.
Dès leurs débuts, les Seekers transmettaient à leur manière, dans le style singulier d'expression musicale leur appartenant, les grands titres de chansons de leur temps, comme The Times They Are a-Changin' et Blowin' in the Wind de Bob Dylan ou Yesterday de Paul McCartney des Beatles. Aujourd'hui, ils sont des témoins au sens propre du terme, c'est-à-dire ces précieux « passeurs », non seulement capables mais désireux de partager sur scène, et d'ainsi transmettre, des anecdotes de coulisses touchant des pairs d'un passé glorieux en commun, tel John Lennon...